# Mesotrochalus aequalis
Mesotrochalus aequalis är en skalbaggsart som beskrevs av Hermann Julius Kolbe 1914. Mesotrochalus aequalis ingår i släktet Mesotrochalus och familjen Melolonthidae. Inga underarter finns listade i Catalogue of Life.